# Батігоподібна змія зелена
Батігоподібна змія зелена (Ahaetulla prasina) — вид змій родини полозових (Colubridae). Один із 21 виду роду батігоподібних змій (Ahaetulla). Описано 4 підвиди. Умовно отруйна змія (реальної небезпеки для людини не становить). 
Інші назви: «батігоподібна змія східна», «азійська винна змія», «батігоподібна змія Гюнтера». 

## Опис
Загальна довжина досягає 2 м. Має сильно витягнутий, тонкий та стиснутий з боків тулуб, видовжену та загострену голову. Діаметр тулуба становить всього 1,5 - 2 сантиметри. Спина забарвлена у яскравий салатово-зелений колір. Можуть бути сірими, жовтими, тілесного або кремового кольору, білими й чорними рисками на спині й з боків, утворюючи косі лінії. Черево  світле з білими або жовтими краями черевних щитків. Очі великі з горизонтальною зіницею.

## Поширення
Поширена від Сіккіма (Індія), Бутана й Бангладеш до Малайзії, Камбоджі й Філіппін. Іноді трапляються в Китаї.

## Спосіб життя
Полюбляє рівнинні ділянки та нижній пояс гір. Більшу частину життя проводить на деревах. Зустрічається на висоті до 1400 м. Легко і швидко пересувається по гілках, як би плаваючи в кронах дерев. Активна вдень. Харчується птахами, деревними жабами, ящірками, рідше наземними гризунами. 
Отрута цією змії не є небезпечною для людини.
Це живородна змія. Самка народжує до 10 дитинчат.

## Галерея

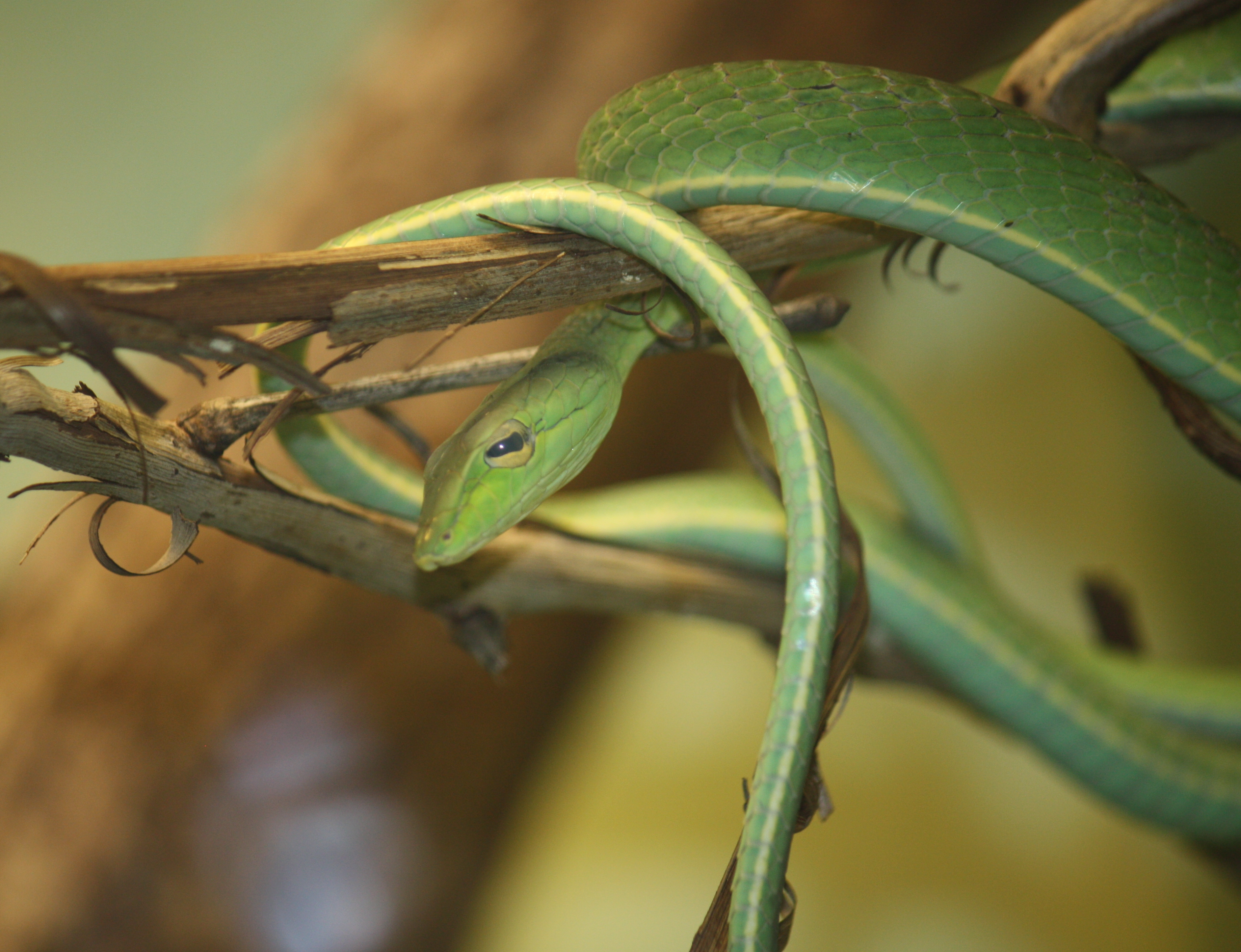
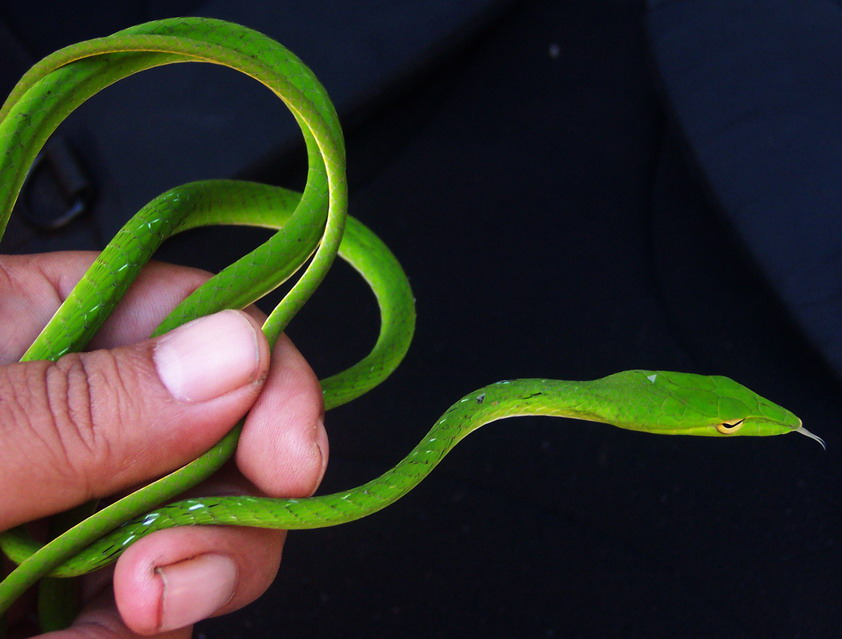
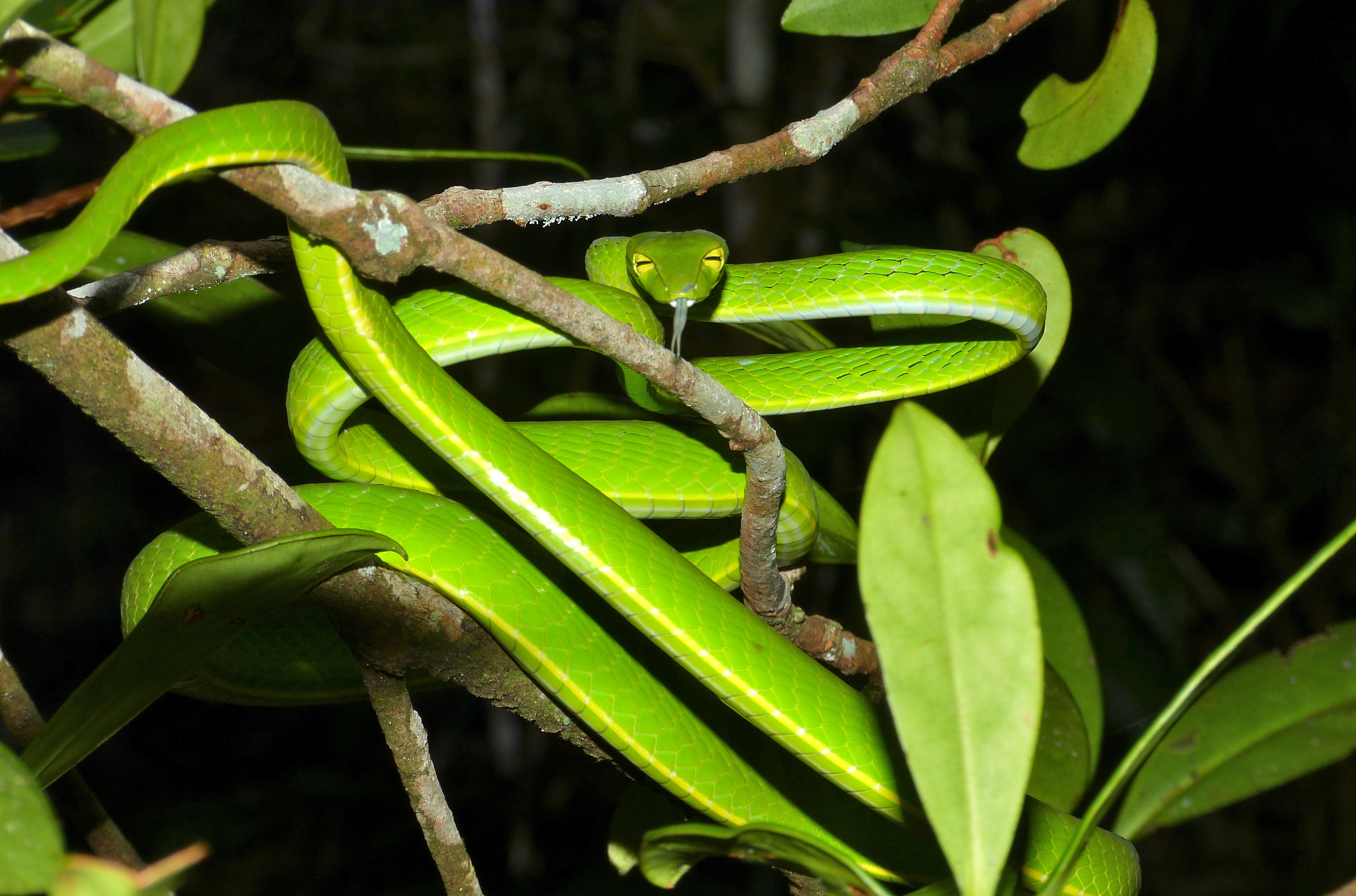
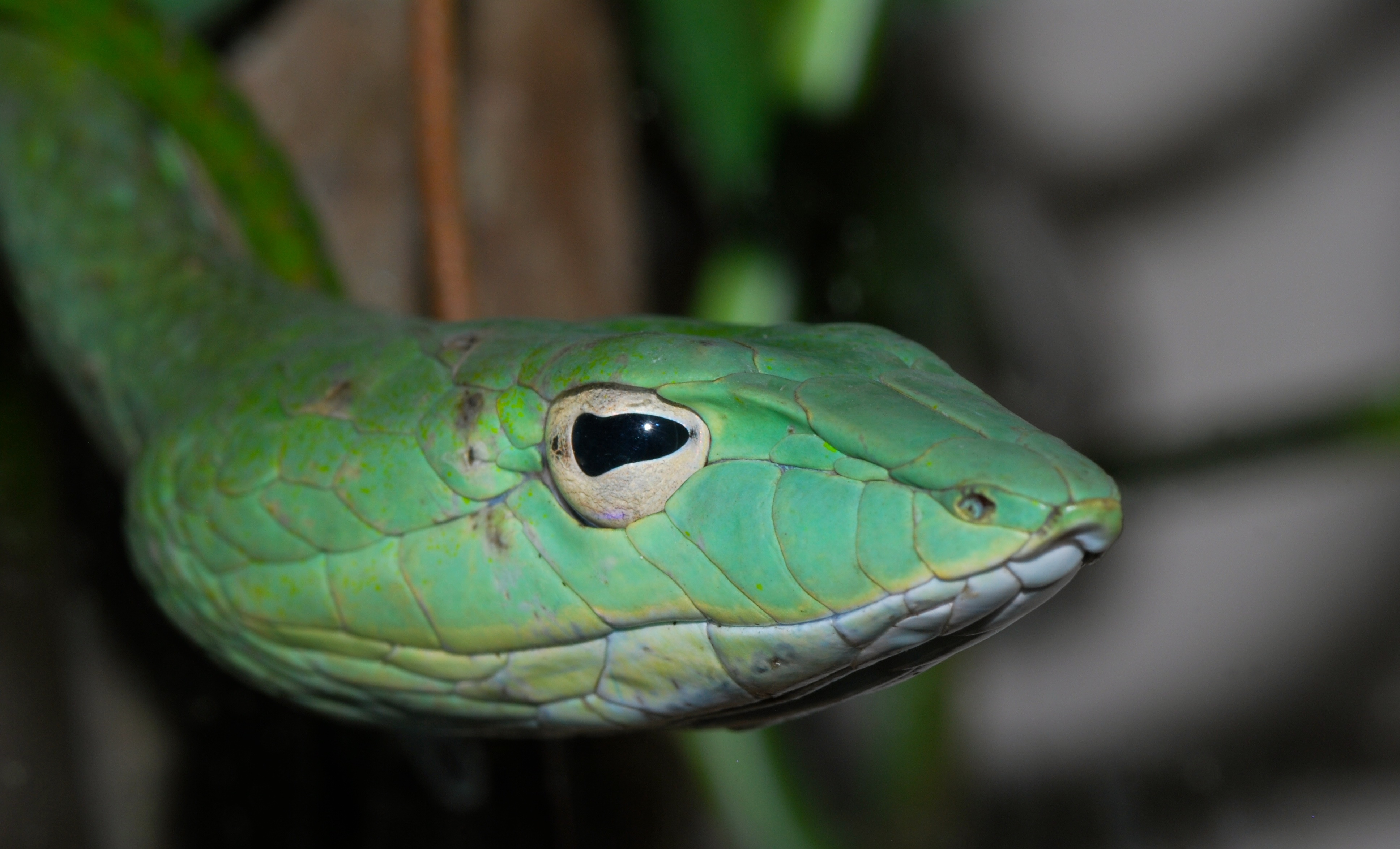
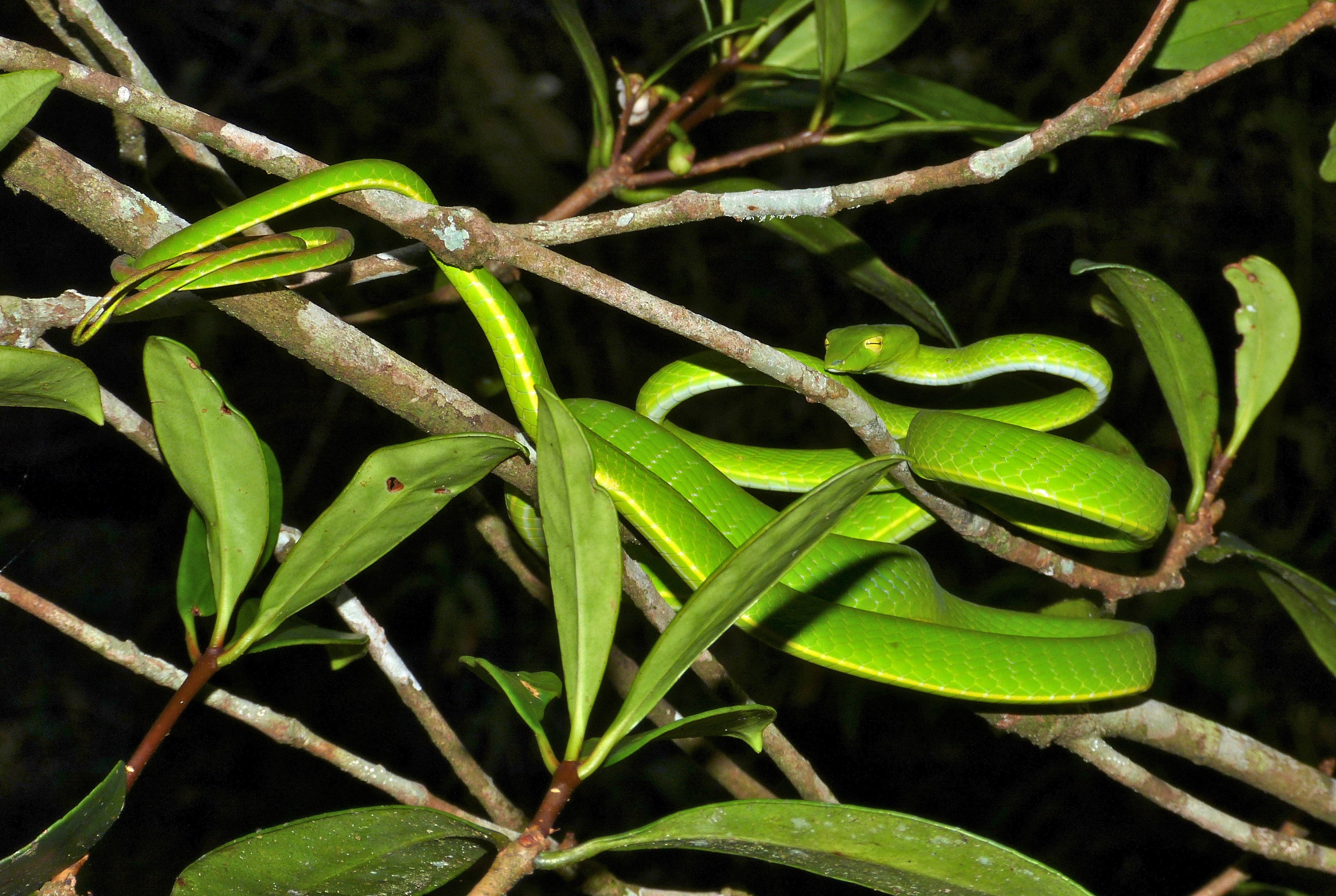
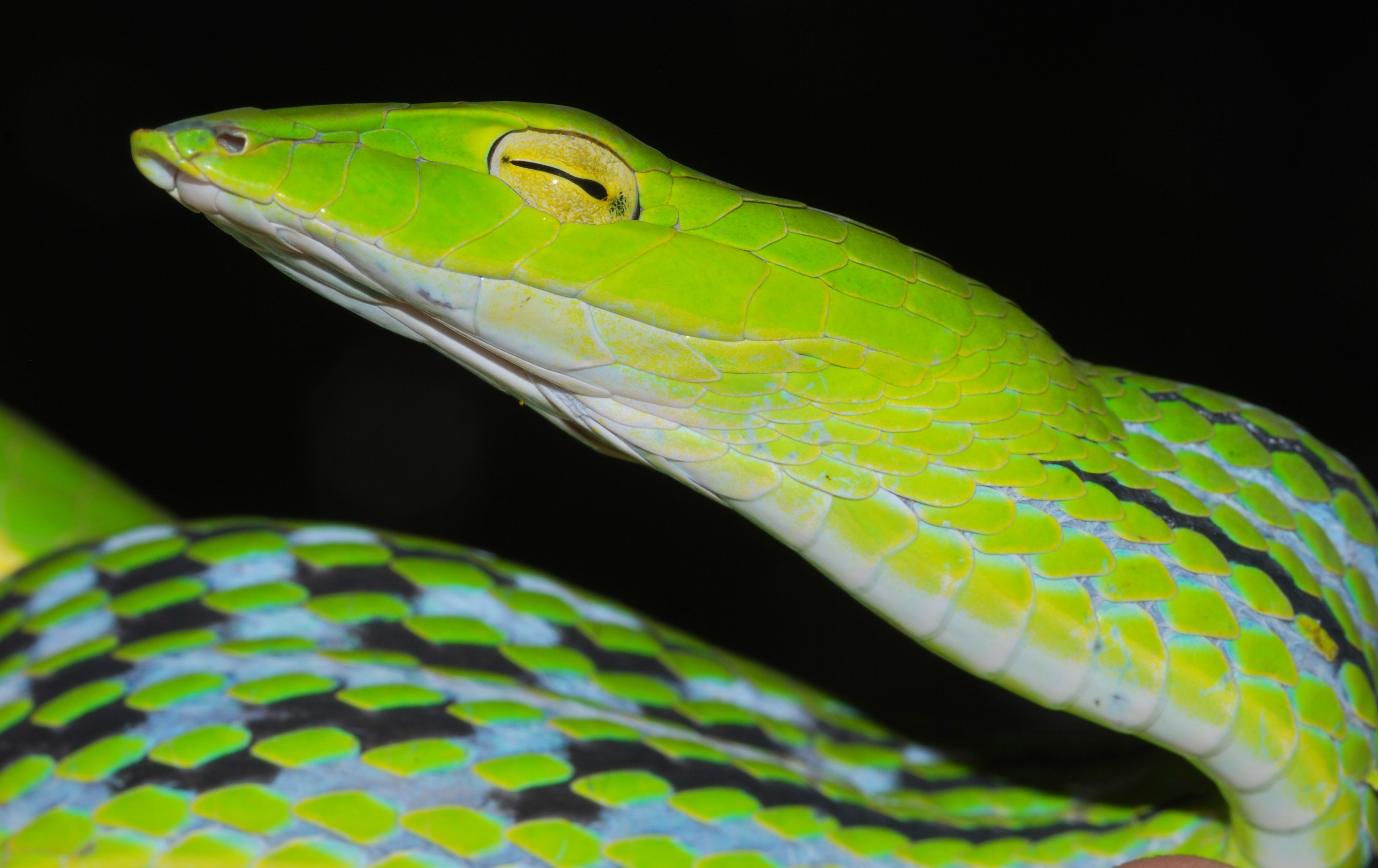
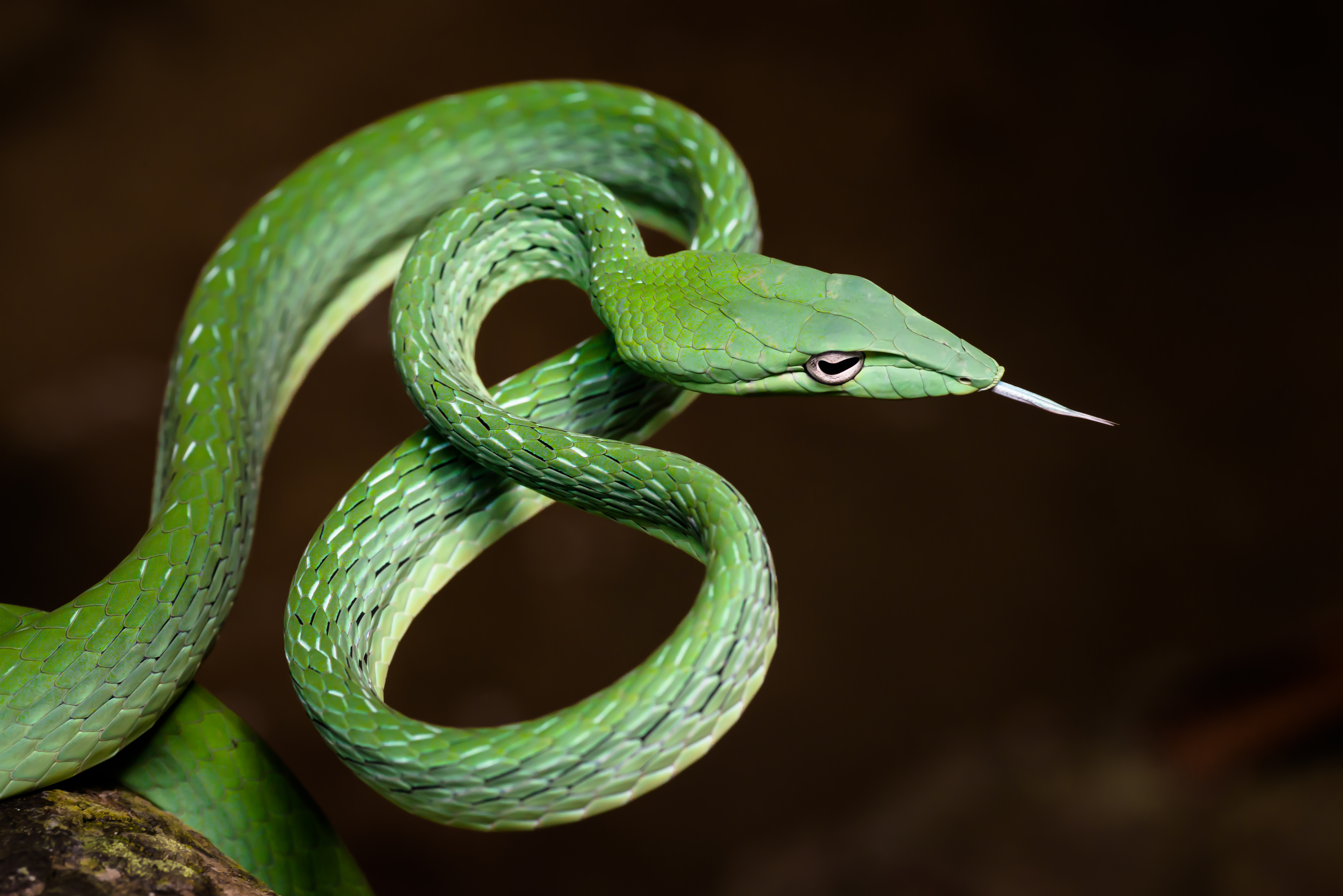

## Підвиди
- Ahaetulla prasina prasina
- Ahaetulla prasina medioxima
- Ahaetulla prasina preocularis
- Ahaetulla prasina suluensis